# Morire a San Sebastian
Morire a San Sebastian (A ciegas) è un film del 1997 diretto da Daniel Calparsoro.